# Tokamak (moteur physique)
Pour l’article homonyme, voir Tokamak.
Tokamak est une bibliothèque logicielle libre se plaçant dans la catégorie des moteurs physiques. Elle sert à simuler l'interaction physique de corps rigides.
À ses débuts Tokamak était gratuit pour des utilisations non commerciales uniquement. Depuis mai 2007, il est devenu libre sous licence BSD.

## Caractéristiques
Tokamak fournit une méthode itérative unique pour résoudre les contraintes. Cela dans le but de permettre aux développeurs de faire le bon compromis entre la précision et la rapidité, et de fournir une meilleure prédictabilité de la charge du processeur et de l'usage de la mémoire. La résolution des contraintes de Tokamak ne fait pas intervenir de larges matrices de résolution, et de cette façon contourne la limitation de bande passante de mémoire sur certaines consoles.
Le kit de développement (SDK) de Tokamak propose une variété de type de joint et de type de limite de joint, ainsi qu'un modèle de friction réaliste. Tokamak est optimisé pour supporter un grand nombre d'objets, ce qui est souvent demandé par les développeurs de jeux vidéo. Tokamak fournit plusieurs primitives pour la détection des collisions : des parallélépipèdes rectangles, des sphères, des capsules, des combinaisons de ces primitives, ainsi que des objets formés de facettes triangulaires. Il y a aussi un système léger de calcul des particules rigides pour un coût minimal.
Tokamak supporte également la cassure des modèles, pouvant survenir lors d'une collision. Des fragments du modèle original seront alors générés.